# Laptop
Laptop (z ang. lap – kolana, podołek + top – wierzch), notebook (z ang. notebook, notatnik, zeszyt) – rodzaj przenośnego komputera osobistego. 
Do podtypów laptopów można zaliczyć ultrabooki i netbooki. Urządzeniami mniejszymi od laptopów są tablety i smartfony, które również są przenośnymi komputerami, choć nie są zgodne z IBM PC.

## Historia

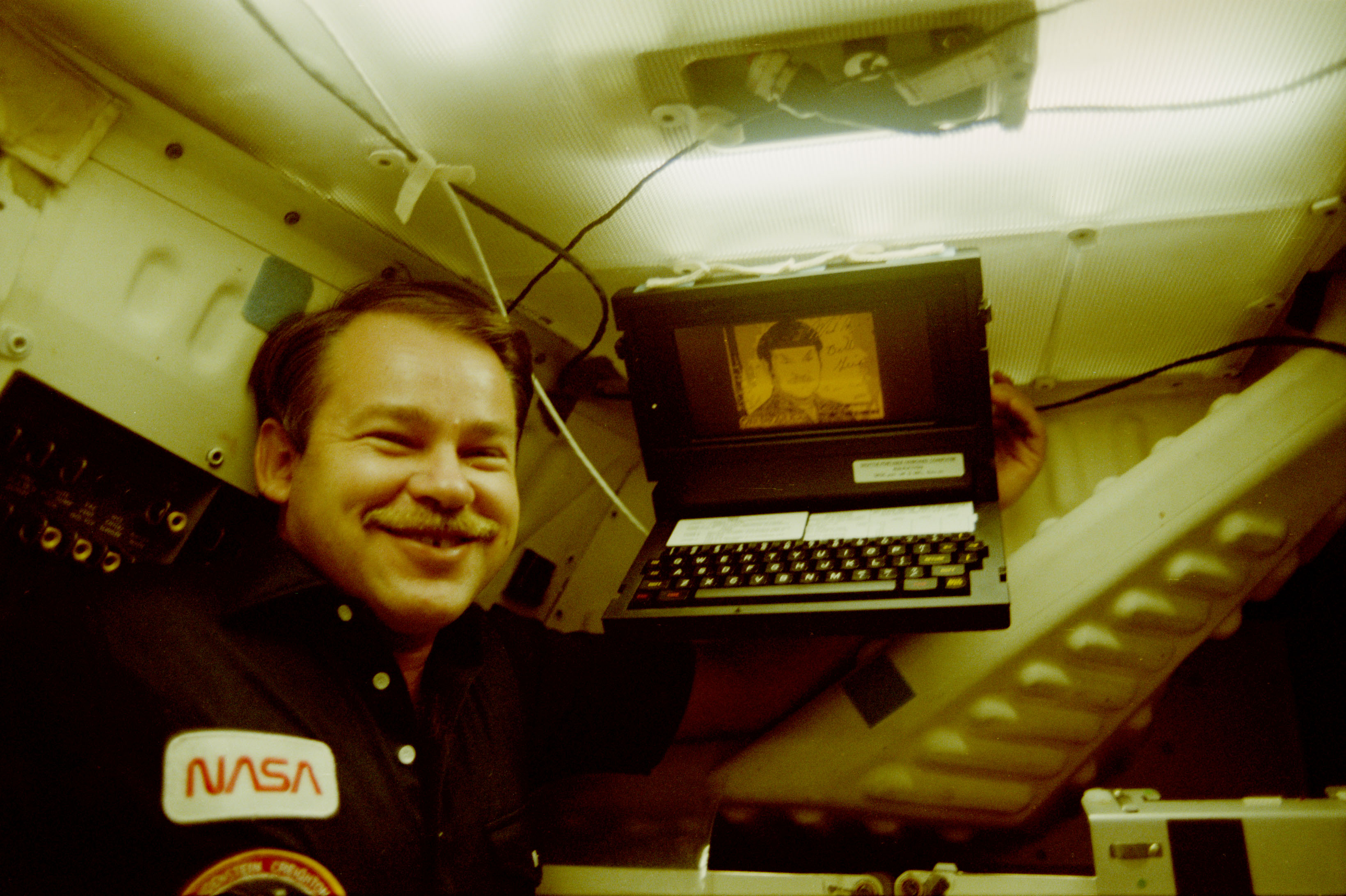
Grid Compass Computer

Początkowo istniał umowny podział komputerów przenośnych na laptop (większy i cięższy komputer, który wymagał do działania zewnętrznego zasilania) oraz notebook (mniejszy komputer, łatwy do przenoszenia i mający własne źródło zasilania – pierwotnie rozmiarów notatnika formatu A4, stąd nazwa). W chwili obecnej obydwa te określenia funkcjonują wymiennie.
Pierwszym urządzeniem z tej kategorii był DYNABOOK. Jego projekt stworzył Alan Kay w laboratoriach Xerox Parc.
Pierwszym oferowanym komercyjnie laptopem, który mieścił się w torbie, był Grid Compass Computer 1109. W roku 1979 zaprojektował go William Moggridge dla Grid Systems Corporation. Komputer ten był używany w programie NASA dotyczącym promów kosmicznych we wczesnych latach 80. Komputer miał 340 kilobajtów RAM, obudowę ze stopu magnezu oraz podświetlany wyświetlacz. W Stanach Zjednoczonych kosztował ponad 8000 dolarów. Urządzenie nie było kompatybilne z IBM PC, dlatego też nie utrzymało się na rynku.
Obecnie w sprzedaży znajdują się laptopy kompatybilne z architekturą Intel x86, z procesorami Intela, VIA i AMD. Układy x86 stosowane są również w notebookach Apple. Inne architektury wykorzystywane są sporadycznie: IBM w serii RS/6000 oraz Apple (do 2006) używało układów PowerPC. Na rynku netbooków, mniejszych kuzynów laptopów, pojawiają się też urządzenia z procesorami ARM.

## Budowa
Laptopy są zbudowane przeważnie jako pojedyncze, niewielkie zamykane urządzenia, w których znajdują się wszystkie podzespoły wewnętrzne, wybrane wejścia dla nośników (DVD-ROM, USB), złącza (HDMI, D-Sub) urządzenia komunikacji z użytkownikiem (klawiatura, ekran TFT oraz TrackPoint lub touchpad). Ekran notebooka jest wykonany w technologii TFT o rozmiarze 7–21 cali (część laptopów o przekątnych poniżej 12 cali jest nazywana netbookami). Wszystkie obecnie produkowane laptopy są wyposażone w ekrany panoramiczne (zwykle o proporcjach 16:9). Najpopularniejsze laptopy mają ekrany o przekątnej 15,6" (1366 × 768 px) oraz 17.3" (1600 × 900 px lub 1920 × 1080 px – Full HD). Matryce o wyższych rozdzielczościach, zapewniające lepszy komfort pracy, stosowane są w laptopach wyższej klasy. Klawiatury laptopów są wyposażone w dodatkowy klawisz funkcyjny – Fn.
Laptopy mają wewnętrzne akumulatory pozwalające na kilka godzin pracy bez napięcia sieciowego (w popularnych urządzeniach zwykle ok. 2-3 godzin, w najwyższej jakości laptopach po uruchomieniu wszystkich opcji oszczędzania nawet 8 godzin). Obecnie stosowane są akumulatory litowo-jonowe (rzadziej litowo-polimerowe). Zewnętrzne zasilacze umożliwiają pracę oraz ładowanie akumulatorów z sieci elektrycznej. Istnieją także ładowarki podłączane do gniazda zapalniczki w samochodzie i samolocie.
Masa współczesnego laptopa waha się zazwyczaj w granicach od 1 do 4 kilogramów. Notebooki mniejsze od kartki formatu A4 i ważące około 1 kg określa się mianem netbooka, a te cięższe, ważące około 5 kg – DTR (ang. desktop replacement computer, czyli zastępczy komputer biurkowy).